# هنتر هايز
هنتر هايز (بالإنجليزية: Hunter Hayes)‏ هو عازف على عدة آلات وعازف قيثارة ومغني ومغن مؤلف أمريكي، ولد في 9 سبتمبر 1991 في بريوكس بريدج في الولايات المتحدة.

## وصلات خارجية
- الموقع الرسمي
- هنتر هايز على موقع IMDb (الإنجليزية)
- هنتر هايز على موقع روتن توميتوز (الإنجليزية)
- هنتر هايز على موقع ميوزك برينز (الإنجليزية)
- هنتر هايز على موقع رولينغ ستون (الإنجليزية)
- هنتر هايز على موقع إن إن دي بي (الإنجليزية)
- هنتر هايز على موقع أول ميوزيك (الإنجليزية)
- هنتر هايز على موقع ديسكوغز (الإنجليزية)
- هنتر هايز على موقع قاعدة بيانات الفيلم (الإنجليزية)